# ميتش ويليس
ميتش ويليس (بالإنجليزية: Mitch Willis)‏ هو لاعب كرة قدم أمريكية أمريكي، ولد في 16 مارس 1962 في دالاس في الولايات المتحدة.

## وصلات خارجية
- ميتش ويليس على موقع مرجع كرة القدم المحترفة.كوم (الإنجليزية)